# Birkan Sokullu
Birkan Sokullu (Estambul, 6 de octubre de 1985) es un actor turco, reconocido internacionalmente por interpretar papeles protagónicos en las teleseries La canción de la vida, Almas heridas y El ascenso de los imperios: Otomano.

## Biografía
Sokullu desciende de inmigrantes bosníacos. Aficionado al baloncesto y admirador de Michael Jordan, a los 11 años comenzó a practicar ese deporte en el club Tekelspor. Con su equipo llegó a jugar profesionalmente en la Basketbol Süper Ligi, pero en 2004 abandonó la actividad. 
Posteriormente estudió producción de radio y televisión en la Universidad de Maltepe, al mismo tiempo en que se destacaba trabajando como modelo.
A partir de 2008 comenzó a incursionar en el ámbito de la actuación. Tuvo papeles menores en diversas telenovelas populares, hasta que en 2010 fue convocado para interpretar a uno de los protagonistas de la serie Küçük Sırlar, la remake turca de la estadounidense Gossip Girl.
En 2014 encarnó al principal antagonista en el drama de época Amor en Guerra.
Sokullu debutó como actor cinematográfico con su aparición en las películas Kronoloji y Güzelliğin Portresi, ambas estrenadas en 2019.
La Asociación de Periodistas de Revistas de Turquía le otorgó en 2021 el Premio Lente de Oro al Mejor Actor Masculino de Televisión por su papel de Han Derenoğlu en Almas heridas.

## Filmografía

### Televisión
| Televizyon | Televizyon               | Televizyon                  | Televizyon       |
| Año        | Título                   | Personaje                   | Canal            |
| ---------- | ------------------------ | --------------------------- | ---------------- |
| 2008       | Elif                     | Mustafa                     | ATV              |
| 2008       | Küçük Kadınlar           | Ayaz                        | Kanal D          |
| 2009-2010  | Melekler Korusun         | Levent                      | Show TV          |
| 2010-2011  | Küçük Sırlar             | Demir                       | Kanal D, Star TV |
| 2012       | Uçurum                   | Ulaş                        | ATV              |
| 2013       | Fatih                    | Şehzade Mustafa             | Kanal D          |
| 2014       | Kurt Seyit ve Şura       | Petro Borinsky              | Star TV          |
| 2016-2017  | Hayat Şarkısı            | Kerim Cevher                | Kanal D          |
| 2017       | Yüz Yüze                 | Cihangir                    | Show TV          |
| 2017       | Yaşamayanlar             | Numel                       | BluTV            |
| 2019       | Bir Aile Hikayesi        | Berk Güneş                  | Fox              |
| 2020       | Rise of Empires: Ottoman | Giovanni Giustiniani Longo  | Netflix          |
| 2020       | Ya İstiklal Ya Ölüm      | Topkapılı Cambaz Mehmet Bey | TRT 1            |
| 2020-2022  | Masumlar Apartmanı       | Han Derenoğlu               | TRT 1            |
| 2022       | Kırmızı Oda              | Han Derenoğlu               | TV8              |
| 2023       | Yüz Yıllık Mucize        | Ali Tahir / Eşref / Kemal   | Star TV          |
| 2024       | Zamanın Kapıları         | Sinan Toprak                | beIN CONNECT     |

### Cine
| Año  | Título              | Personaje  | País    |
| ---- | ------------------- | ---------- | ------- |
| 2019 | Kronoloji           | Hakan      | Turquía |
| 2019 | Güzelliğin Portresi | Özgür      | Turquía |
| 2024 | Romantik Hırsızi    | Güney Arat | Turquía |